# Cypr w Konkursie Piosenki Eurowizji Junior
Cypr w Konkursie Piosenki Eurowizji Junior zadebiutował w 2003 roku. Od czasu debiutu przygotowaniami do konkursu zajmuje się cypryjski nadawca publiczny Cyprus Broadcasting Corporation (CyBC).

## Historia Cypru w Konkursie Piosenki Eurowizji Junior

### Konkurs Piosenki Eurowizji Junior 2003
Cypryjski nadawca Cyprus Broadcasting Corporation (CyBC) zadebiutował podczas inaugracyjnego 1. Konkursu Piosenki Eurowizji Junior. Nadawca od 12 września 2003 przyjmował zgłoszenia od potencjalnych kandydatów do reprezentowania Cypru. Spośród wszystkich 29 piosenek przesłanych do nadawcy, Teodora Rafti została wybrana na reprezentantkę wewnętrznie. 15 listopada 2003 wystąpiła trzecia w kolejności startowej i zajęła 14. miejsce zdobywszy 16 punktów, w tym maksymalną notę 12 punktów od Grecji.  

### Konkurs Piosenki Eurowizji Junior 2004
3 kwietnia 2004 cypryjski nadawca potwierdził swoj udział w 2. Konkursie Piosenki Eurowizji Junior i rozpoczął poszukiwania swojego reprezentanta, termin wysyłania zgłoszeń wyznaczono wówczas na 30 czerwca 2004. Sposród 54 nadesłanych zgłoszeń nadawca wybrał tylko dziesięć które 7 września 2004 wezmą udział w krajowych eliminacjach. 7 września 2004 odbył się finał preselekcji  w którym udział wzięło dziesięcioro uczestników: Stela Maria Kukkidi („Afta pu chriazome”), Nikol Papachristodimu („Ena latin se prokali”), Lus Panajiotis („Jela traguda”), Andreas Christoforu („Ta se ajapo”), Loreni Kaliopi Kostandinu („Kalimera sto melon”), Malwina Charalawidi („Parti kalokierino”), Marios Tofi („Onira”), Jiorjina Panaji („Bla, bla, bla”), Rafail Jeorjiu i Ana Loizu („Doste ta cheria”) oraz Christodulos Tsajaris („Diakopes”). 
Preselekcje prowadzone przez Nikosa Bojadzisa wygrał Marios Tofi z utworem „Onira”. 20 listopada 2004 Marios wystąpił dziewiąty w kolejności startowej na koncercie finałowym w Lilahammer i zajął 8. miejsce zdobywszy 61 punktów na koncie, w tym najwyższą notę 12 punktów od Grecji. Oglądalność konkursu na Cyprze wyniosła 57 tys. widzów.

### Konkurs Piosenki Eurowizji Junior 2005: Dyskwalifikacja
23 lipca 2005 cypryjska telewizja potwierdziła swój udział w konkursie. 9 września odbył się finał krajowych eliminacji w którym wystąpiło dziesięcioro potencjalnych kandydatów do reprezentowania Cypru w 3. Konkursie Piosenki Eurowizji Junior. Finalistami zostali: Stela Maria Kukidi („Pera apo tin talasa”), Popi Christodulu („Telo to oniro na zo”), Lus Panajiotu („Fandasia”), Lus Jeorjiu („Isaf pandu”), Nikol Paparistodimu („Zali ksafniki”), Rena Kiriakidi („Tsirko”), Katerina Tofia („Ajapa ti zoi”), Christos Milordos („I ora pije mia”) oraz Christina Awerkiu („As ftiaksume to kosmo ksana”). Zwycięzca został wyłoniony w drodze teległosowania.
Finał eliminacji wygrała Rena Kiriakidi z piosenką „Tsirko”, otrzymując 4679 głosów. Ostatecznie piosenka została zdyskwalifikowana i nie dopuszczona do finału w konkursie z powodu podejrzenia plagiatu. 3 marca 2006 ujawniono, że oglądalność finału konkursu na Cyprze wyniosła 37 tys. widzów.

### Konkurs Piosenki Eurowizji Junior 2006
30 sierpnia odbył się finał eliminacji w którym wystąpiło ośmioro kandydatów ubiegających się o reprezentowanie Cypru podczas 4. Konkursu Piosenki Eurowizji Junior. W finale preselekcji wystąpili: Lus Panajiotu i Christina Christofi („Boys Girls”), Sotiris Charalambus („Prosefchi”), Michalis Schinas („Kienurja Onira”), Ana Loizidu i Rafail Jeorjiu („Fos”), Christodula Tsangara („Mia Star”), Jiorgos, Michalis, Charis, Maria i Elena („Fili ja pan”), Niki Aleksandru („Stin angalia tis musikis”) i Jeorjia Konstandinu („Rozali”).
Finał preselekcji wygrali Lus Panajiotu i Christina Christofi z piosenką „Boys Girls”, zdobywszy 90 punktów w głosowaniu jurorów i telewidzów. 2 grudnia 2006 wystąpili drudzy w kolejności startowej na koncercie finałowym w Bukareszcie i zajęli 8. miejsce zdobywszy 58 punktów, w tym najwyższą notę 12 punktów od Grecji.

### Konkurs Piosenki Eurowizji Junior 2007
28 maja 2007 cypryjski nadawca Cyprus Broadcasting Corporation (CyBC) potwierdził udział w konkursie w 2007 oraz zaprosił potencjalnych kandydatów do wysyłania piosenek. Termin przyjmowania zgłoszeń trwał do 29 lipca. 4 września stacja ujawniła tytuły konkursowych piosenek oraz wykonawców którzy wystąpią w preselekcjach. Na liście znaleźli się: Janis Karajanis („Chrisa ftera”), Eleana, Emili, Ewa i Marjarita („Mia zoi olo ritmo”), Jiorgos Joanu („S.O.S”), Christodula Tsangara („Soste to periwalon”), Jiorgos Joanidis („Music Gives Wings”), Dimitra, Jeorjia, Stefania i Nakis („Pediki zografia”), Elena Manuri („I zoi mas mia musiki”) oraz Andonis Pulis („Telo na grapso melodia”).
29 września finał preselekcji zwyciężył Jiorgos Joanidis z piosenką „Music Gives Wings”, uzyskując w sumie 2820 głosów teległosowaniu oraz 10 punktów od jury, dzięki czemu uzyskał prawo do reprezentowania Cypru w konkursie. 8 grudnia 2007 Jiorgos wystąpił jako czwarty w kolejności startowej występów i zajął 14. miejsce zdobywszy 29 punktów, w tym maksymalną notę 12 pkt od Grecji. 

### Konkurs Piosenki Eurowizji Junior 2008
25 maja 2007 potwierdzono, że Cypr będzie organizatorem 6. Konkursu Piosenki Eurowizji Junior. Tego samego dnia ujawniono, że konkurs odbędzie się w Limassol w Centrum Sportowym Spiros Kiprianu. 8 czerwca stacja opublikowała ośmioro kandydatów którzy zakwalifikowali się do finału eliminacji. Ujawniono również, że stacja miała otrzymać wówczas 38 kandydatur. 28 czerwca 2008 odbyły się cypryjskie preselekcje podczas których wystąpili: Angelina, Urania, Andriana i Anastasia („Telo ton kosmo na jiriso”), Joana Drusiotu („Dose zoi kie chroma”), Nikolas Arjiru („To nisi tis Afroditis”), Stefani Christofi („Tora”), Janis Karajanis („Loja pu piran fotia”), Nikos Sawidis („Minima ajapis”), Elena i Charis („Jupi ja!”) i Andonis Pulis („Petao”). Finał eliminacji prowadzony przez Christianę Stawru i Kiriakosa Pastidisa zwyciężył duet składający się z dziewczyn Eleny i Charis z utworem „Jupi ja!”.
22 listopada 2008 Elena i Charis wystąpiły z ostatniej piętnastej pozycji startowej i zajęły 10. miejsce zdobywszy 46 punktów, w tym najwyższą notę 12 pkt od Grecji. 

### Konkurs Piosenki Eurowizji Junior 2009
26 maja 2009 cypryjski nadawca potwierdził udział w konkursie w 2009 oraz otworzył okno zgłoszeń dla potencjalnych chętnych do reprezentowania Cypru podczas 7. Konkursu Piosenki Eurowizji Junior. Termin nadsyłania zgłoszeń zakończył się z dniem 31 lipca 2009. 5 września 2009 nadawca opublikował listę ośmiu utworów które zakwalifikowały się do etapu preselekcji. Tego samego dnia poinformowano, że nadawca miał otrzymać w sumie 33 zgłoszeń. 3 października 2007 odbył się finał eliminacji w których wystąpili: Niloleta Chasiku („Kosmos Majikos”), Weronika Lewendi („Pedia kato apo ton idio urano”), Andria Stilianu („Zo”), Melisa Kiriaku („Mia charumeni mera”), Dembtra Elefteriadi, Stefani Neofitu i Nakis Kuriaku („Mes tin taksi”), Maira Pitsili, Natali Poliwiu, Andreas Rijas i Tea Konstandinu („Anakiklosi zois”), Rafaela Kosta („Talasa, ilios, aeras, fotia”) i Elina Solomonidu i Dimitris Pachiurtidis („A be pa blom”). 
Finał preselekcji prowadzonych przez Christosa Grigoriadisa i Marię Kanter wygrała Rafaela Kosta z piosenką „Talasa, ilios, aeras, fotia” uzyskując 9791 głosów od telewidzów oraz plasując się na 2. miejscu w głosowaniu jurorów. 21 listopada 2009 Rafaela wystąpiła jako ósma w kolejności startowej na koncercie organizowanym w Kijowie w Pałacu Sportu i zajęła 11. miejsce zdobywszy 32 punkty. 

### Konkurs Piosenki Eurowizji Junior 2010–2013: Brak udziału
28 lipca 2010 Cypr nie pojawił się na liście uczestników 8. Konkursu Piosenki Eurowizji Junior nie podając przy tym powodu swojej nieobecności. W 2012 stacja stwierdziła, że nie powróci do udziału z powodu „kosztów preselekcji i udziału”. 
1 listopada 2013 pojawiły się doniesienia jakoby cypryjski nadawca rozważał powrót do udziału po dwuletniej przerwie. Ostatecznie nadawca nie wziął udziału w konkursie.

### Konkurs Piosenki Eurowizji Junior 2014
25 sierpnia 2014 nadawca potwierdził powrót do udziału w konkursie. 21 lipca ujawniono, że wewnętrznie na reprezentantkę została wybrana Sofia Patsalidu z utworem „I pio omorfi mera” napisaną przez samą wokalistkę oraz Aleksa Panaji i Stawrosa Stawru. Piosenka miała premierę 23 września.
15 listopada 2014 Sofia wystąpiłą jako piąta w kolejności w konkursie organizowanym na Malcie i zajęła 9. miejsce zdobywszy 69 punktów, w tym 73 pkt od jury (5. miejsce) oraz 42 pkt od widzów (9. miejsce).

### Konkurs Piosenki Eurowizji Junior 2015: Brak udziału
29 czerwca 2015 poinformowano, że nadawca wycofuje się z udziału w 13. Konkursie Piosenki Eurowizji Junior z powodu braku środków na sfinansowanie udziału.

### Konkurs Piosenki Eurowizji Junior 2016
17 września 2016 nadawca poinformował, że wraca po rocznej przerwie do udziału oraz ogłosił, że Jiorgos Michailidis został wybrany wewnętrznie na reprezentanta z piosenką „Dance Floor". Utwór skomponowany przez samego wokalistę oraz Andreasa Anastasiu i Jonasa Glandnikofa miał premierę 3 października 2016.
20 listopada 2016 Jiorgos wystąpił jako szesnasty w kolejności startowej w konkursie organizowanym na Malcie i zajął 16. miejsce na 17 uczestniczących państw, zdobywszy 27 punktów.

### Konkurs Piosenki Eurowizji Junior 2017
9 sierpnia 2017 Cypr pojawił się na liście uczestników 15. Konkursu Piosenki Eurowizji Junior opublikowanej przez EBU. 15 września 2017 cypryjski nadawca ujawnił, że wybrał wewnętrznie Nikol Nikolau z utworem „I Wanna Be a Star". Piosenka miała swoją premierę 7 października na kanale Junior Eurovision Song Contest.
26 listopada 2017 Nikol wystąpiła jako pierwsza w kolejności startowej na koncercie finałowym organizowanym w Tbilisi i zajęła ostatnie 16. miejsce, zdobywszy 5 pkt od jury (16. miejsce) oraz 40 pkt od widzów (15. miejsce).

### Konkurs Piosenki Eurowizji Junior 2018–2023: Brak udziału
11 czerwca 2018 cypryjska telewizja Cyprus Broadcasting Corporation (CyBc), potwierdziła, że wycofuje się z udziału w 16. Konkursie Piosenki Eurowizji Junior bez podawania przyczyny.
12 czerwca 2019 szefowa delegacji Cypru na Konkurs Piosenki Eurowizji Ewi Papamichail potwierdziła, że ze względu na „decyzję zarządu nadawcy” nadawca nie powróci do udziału w 17. Konkursie Piosenki Eurowizji Junior.
W latach 2020–2023 nadawca odmawiał udziału bez podawania przyczyny.

### Konkurs Piosenki Eurowizji Junior 2024
21 sierpnia 2024 cypryjski nadawca Cyprus Broadcasting Corporation (CyBC) ogłosił, że powróci na 22. Konkurs Piosenki Eurowizji Junior po 7 latach przerwy. Tego samego dnia ogłoszono, że na reprezentantkę kraju wewnętrznie została wybrana 11-letnia Maria Pisaridi. 30 września na kanale Junior Eurovision Song Contest opublikowano konkursowy utwór „Crystal Waters”. 16 listopada 2024 Maria wystąpiła jako piąta w kolejności startowej i zajęła 13. miejsce zdobywszy 60 punktów, w tym 10 pkt od jury (16. miejsce) oraz 50 pkt od widzów  (9. miejsce).

### Konkurs Piosenki Eurowizji Junior 2025
14 lipca 2025 cypryjski nadawca potwierdził udział w 23. Konkursie Piosenki Eurowizji Junior i tego samego dnia rozpoczął przyjmowanie zgłoszeń od zainteresowanych kandydatów. Termin przyjmowania wniosków zakończy się 8 września.

## Uczestnictwo
Cypr uczestniczy w Konkursie Piosenki Eurowizji Junior z przerwami od 2003 roku. Poniższa tabela uwzględnia nazwiska wszystkich cypryjskich reprezentantów, tytuły konkursowych piosenek i języki w których były śpiewane oraz wyniki w poszczególnych latach.
| Rok                                   | Artysta                             | Piosenka                      | Język             | Miejsce         | Punkty          |
| ------------------------------------- | ----------------------------------- | ----------------------------- | ----------------- | --------------- | --------------- |
| 2003                                  | Teodora Rafti                       | „One Wish”                    | grecki            | 14              | 16              |
| 2004                                  | Marios Tofi                         | „Onira”                       | grecki            | 8               | 61              |
| 2005                                  | Rena Kiriakidi                      | „Tsirko”                      | grecki            | Dyskwalifikacja | Dyskwalifikacja |
| 2006                                  | Lus Panajiotu i Christina Christofi | „Boys Girls”                  | grecki            | 8               | 58              |
| 2007                                  | Jiorgos Joanidis                    | „Music Gives Wings”           | grecki            | 14              | 29              |
| 2008                                  | Elena i Charis                      | „Jupi ja!”                    | grecki            | 10              | 46              |
| 2009                                  | Rafaela Kosta                       | „Talasa, ilios, aeras, fotia” | grecki            | 11              | 32              |
| Brak reprezentanta w latach 2010–2013 |                                     |                               |                   |                 |                 |
| 2014                                  | Sofia Patsalidu                     | „I pio omorfi mera”           | grecki, angielski | 9               | 69              |
| Brak reprezentanta w 2015             |                                     |                               |                   |                 |                 |
| 2016                                  | Jiorgos Michailidis                 | „Dance Floor"                 | grecki, angielski | 16              | 27              |
| 2017                                  | Nikol Nikolau                       | „I Wanna Be a Star"           | grecki, angielski | 16              | 45              |
| Brak reprezentanta w latach 2018–2023 |                                     |                               |                   |                 |                 |
| 2024                                  | Maria Pisaridi                      | „Crystal Waters”              | grecki, angielski | 13              | 60              |
| 2025                                  |                                     |                               |                   |                 |                 |

Legenda:
     1. miejsce
     2. miejsce
     3. miejsce
     Ostatnie miejsce

## Historia głosowania w finale (2003–2017)
Poniższe tabele pokazują, którym krajom Cypr przyznaje w finale najwięcej punktów oraz od których państw cypryjscy reprezentanci otrzymują najwyższe noty.
| Miejsce | Kraj             | Punkty |
| ------- | ---------------- | ------ |
| 1       | Grecja           | 57     |
| 2       | Rosja            | 54     |
| 3       | Armenia          | 49     |
| 4       | Rumunia · Gruzja | 47     |
| 5       | Białoruś         | 38     |

| M. | Kraj                          | Punkty |
| -- | ----------------------------- | ------ |
| 1  | Grecja                        | 60     |
| 2  | Białoruś · Szwecja · Holandia | 16     |
| 3  | Rumunia · Malta               | 89     |
| 4  | Rosja · Bułgaria · Serbia     | 12     |
| 5  | Armenia · Wielka Brytania     | 11     |

## Organizacja
| Rok  | Lokalizacja                                       | Prowadzący                    |
| ---- | ------------------------------------------------- | ----------------------------- |
| 2008 | Cypr (Limassol, Centrum Sportowe Spiros Kiprianu) | Aleks Maikl, Sofia Paraskiewa |

## Komentatorzy i sekretarze
Spis poniżej przedstawia wszystkich cypryjskich komentatorów konkursu oraz krajowych sekretarzy podających punkty w finale.
| Komentatorzy i sekretarze z Cypru                  | Komentatorzy i sekretarze z Cypru | Komentatorzy i sekretarze z Cypru |
| Rok                                                | Komentator                        | Sekretarz                         |
| -------------------------------------------------- | --------------------------------- | --------------------------------- |
| 2003                                               | Katerina Karajani                 | Tina Nikolau                      |
| 2004                                               | Neoklis Papas                     | Stela Maria                       |
| 2005                                               | Angelos Stamatos                  | Stela Maria                       |
| 2006                                               | Kiriakos Pastidis                 | Jiorgos Joanidis                  |
| 2007                                               | Kiriakos Pastidis                 | Natali Michail                    |
| 2008                                               | Kiriakos Pastidis                 | Christina Christofi               |
| 2009                                               | Kiriakos Pastidis                 | Jiorgos Joanidis                  |
| Brak reprezentanta i transmisji w latach 2010–2013 |                                   |                                   |
| 2014                                               | Kiriakos Pastidis                 | Paris Nikolau                     |
| Brak reprezentanta i transmisji w 2015             |                                   |                                   |
| 2016                                               | Kiriakos Pastidis                 | Lukas Dimitriu                    |
| 2017                                               | Kiriakos Pastidis                 | Maria Christoforu                 |
| Brak reprezentanta i transmisji w latach 2018–2023 |                                   |                                   |
| 2024                                               | Kiriakos Pastidis                 | Patroklos Patroklu                |
| 2025                                               |                                   |                                   |